# Kostmann-Syndrom
Das Kostmann-Syndrom (synonym: Morbus Kostmann, schwere kongenitale Neutropenie) ist eine seltene Erbkrankheit, bei der ab Geburt im Blut zu wenig oder keine neutrophile Granulozyten (die zu den weißen Blutkörperchen gehören) zu finden sind.
Die Krankheit wurde 1956 vom schwedischen Arzt Rolf Kostmann (1909–1982) in einer Familie mit sechs betroffenen Kindern erstmals beschrieben und zunächst infantile genetic agranulocytosis genannt. 2007 gelang es dem deutschen Kinderarzt und Leibnizpreisträger Christoph Klein mit HAX 1 das mutierte Gen zu finden, das den programmierten Ablauf in den Zellen stört. Damit fehlt den betroffenen Patienten ein wichtiger Regulator der Apoptose.
Dies führt zu Störungen in der Reifung der weißen Blutkörperchen (Myelopoese). Promyelozyten differenzieren nicht weiter zu Granulozyten. Da diese Krankheit erblich ist, können in einer Familie mehrere Personen betroffen sein. In seltenen Fällen tritt die Krankheit auch spontan auf. Die Prävalenz liegt unter einem Fall auf 300.000 Neugeborene. Aufgrund der begleitenden Infektionen wird die Krankheit meist früh nach Geburt bemerkt. Am Kostmann-Syndrom Erkrankte leiden häufig gleichzeitig an einer Osteoporose.
Aufgrund der Neutropenie treten häufig schwere bakterielle Infektionen und Abszesse auf. Häufig kommt es ab dem zweiten Lebensjahr zu einer erosiven Gingivitis und Periodontitis der Mundhöhle.
Therapeutisch kommt eine Langzeittherapie mit G-CSF oder eine Knochenmarktransplantation in Frage. Bevor die Therapie mit G-CSF eingeführt wurde, verstarben die meisten Kinder an ihren schweren Infektionen. Vor der Einführung einer effektiven Antibiose war die Krankheit tödlich.